# Synagogue de Garnethill
La synagogue de Garnethill est la « synagogue cathédrale » historique d'Écosse. Elle est située dans le quartier de Garnethill à Glasgow.
Elle est membre de la United Synagogue, de courant juif orthodoxe.

## Histoire
La première communauté juive de Glasgow remonte à 1823. Dans les années 1870, la communauté compte environ 1 000 fidèle et cherche à construire une synagogue permanente. La synagogue reconvertie de George Street, ouverte en 1878 est pleine. Cette décision est prise par l'assemblée générale extraordinaire d'octobre 1875. L'emplacement à l'angle de Garnet Street et Hill Street est choisie à la majorité des voix. Les archives témoignent du fait que l'argent commencé à affluer sous forme de dons pour aider à financer la construction de la synagogue à partir du 24 novembre 1875. La première pierre est posée par Benjamin Simons, un des administrateurs, deux ans plus tard, en mars 1877. La synagogue terminée est officiellement inaugurée le 9 septembre 1879, avec la consécration du Grand-rabbin Hermann Adler.
La synagogue est est conçu sur les plans de John McLeod, de Dumbarton, en collaboration avec l'architecte londonien Nathan Solomon Joseph de la United Synagogue. McLeod a conçu un certain nombre d'églises et de bâtiments publics à Glasgow et dans l'ouest de l'Écosse, notamment les locaux du groupe local de la Women's Christian Association de Bath Street, à Glasgow. John McLeod est également l'architecte des entrepôts de fruits de Simons, Jacob & Co, dirigés par Benjamin Simons et son fils Michael Simons, tous deux membres dirigeants de la communauté juive.
À partir des années 1880, une nouvelle vague d'immigrants juifs d'Europe de l'Est, Ashkénazes, fuyant la pauvreté et les persécutions, s'installe à Glasgow, principalement dans la région de Gorbals, au sud du fleuve. Avec le temps, cette communauté devient majoritaire dans la communauté juive de Glasgow. La synagogue est en union avec la synagogue de South Portland Street dans les Gorbals de 1886 à 1898.
La congrégation est dirigée par le révérend Eleazar Philip Phillips, fils du révérend Philip Phillips, et le révérend Dr IK Cosgrove,,,. Aharon Soudry est le dernier ministre en exercice de la synagogue de Garenthill, jusqu'en 2010. Les services sont dirigés depuis par des membres laïcs de la congrégation.
Pendant trente ans à partir de 1925, le chantre de la synagogue est Isaac Hirshow. Il est commémoré par une plaque dans le couloir principal de la synagogue.
Les premières œuvres caritatives juives de la ville sont fondées à Garnethill. Dans les années 1930 et 1940, la congrégation anime un foyer de réfugiés - le Boys' Hostel .
La synagogue est classée catégorie B en 1979 et transformée en bâtiment classé de catégorie A en 2004.

## Architecture

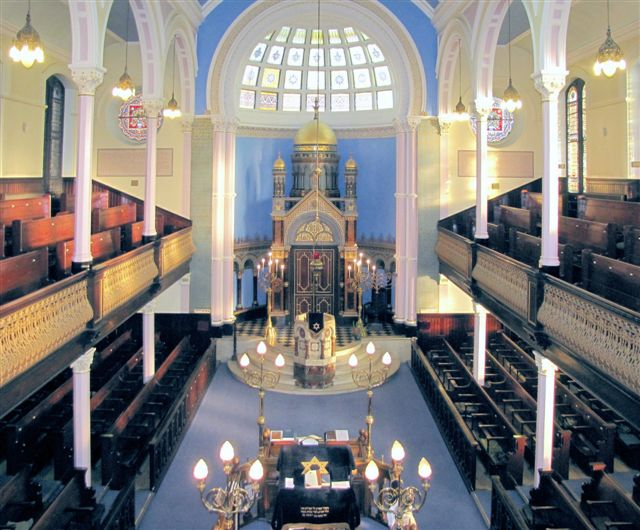
Intérieur de la synagogue Garnethill. Galerie, l'abside et arche de la Torah.

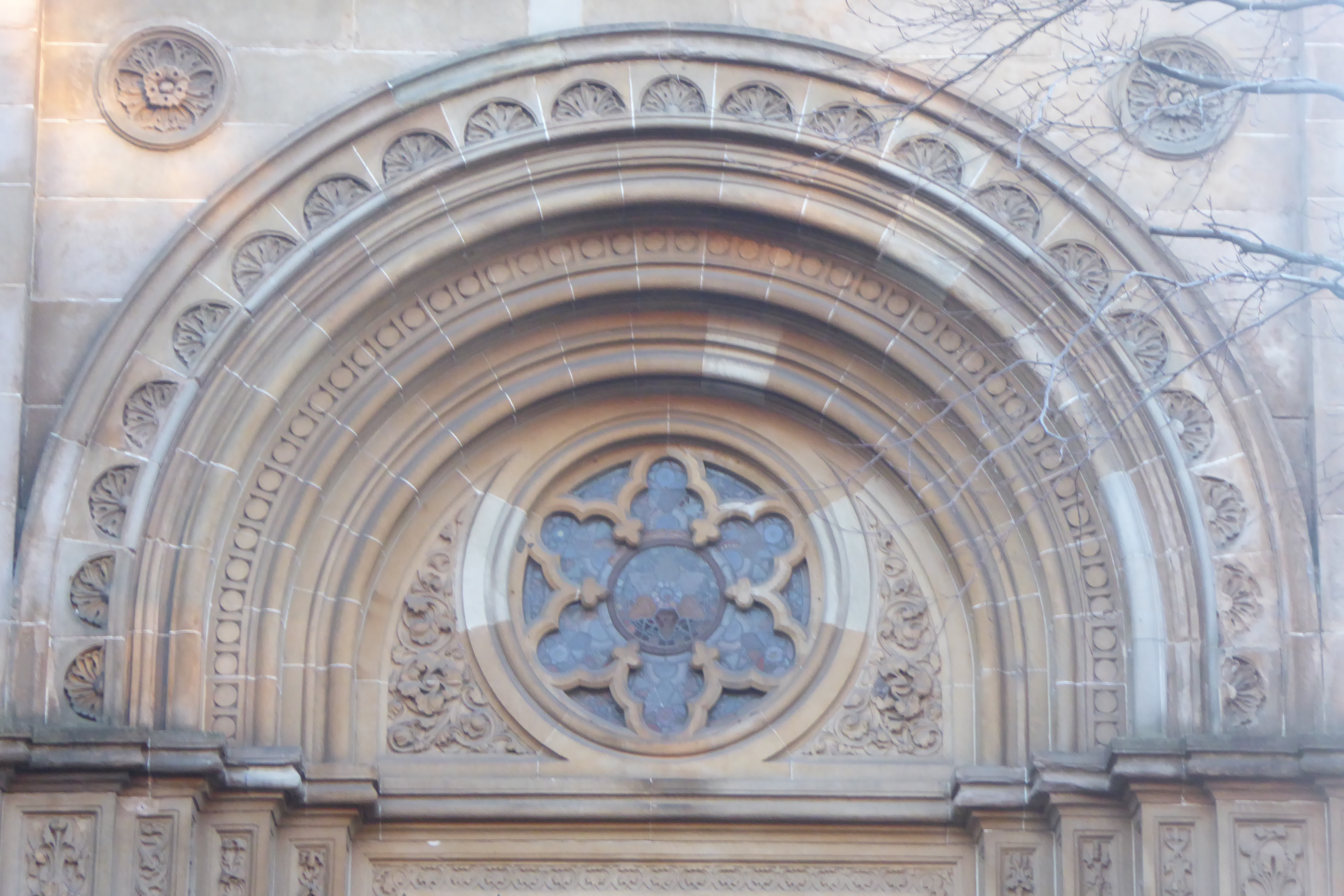
Porche de la synagogue.

La synagogue est de plan basilical. L'extérieur du bâtiment est de style néo-roman. L'intérieur est de style orientaliste et présente des détails de style néo-byzantin. L'abside se dresse vers l'est, conformément aux coutumes de la religion juive consistant à faire face à Jérusalem à l'est tout en priant. La splendide arche de la Torah, conçue par Nathan S. Joseph, est particulièrement remarquable. Elle ressemble beaucoup à l'arche qu'il a conçue pour la synagogue de New West End à Londres. Les deux arches sont surélevées sur une plateforme à laquelle on accède par une série de marches circulaires en marbre et qui se projette dans la pièce sous la forme d'un bâtiment à plusieurs dômes et arcs.
La porte d'entrée principale mesure huit pieds de large. Sur le porche est gravé dans la pierre un verset du Deutéronome, chapitre 32, verset 12 : « יְהוָ בָּדָד יַנְחֶנּוּ וְאֵין עִמּוֹ, אֵל נֵכָר ל » La traduction est « L’Éternel seul a conduit son peuple : il n'y avait avec lui aucun dieu étranger.». La valeur numérique des lettres hébraïques utilisées dans ce verset correspond à la date de la fondation du bâtiment.
La zone réservée aux hommes peut accueillir 362 fidèles ; la tribune réservée aux femmes peut accueillir 218 fidèles.
La synagogue Garnethill est décrite comme le plus bel exemple d'architecture victorienne pour une synagogue au nord de Liverpool. Elle fait également partie du top dix des synagogues historiques du Royaume-Uni par Jewish Heritage UK. Elle est classée par le conseil municipal de Glasgow comme la « Synagogue Mère de Glasgow ». En 1995, la synagogue Garnethill a reçu une subvention de la loterie du patrimoine de 59 150 £ pour la réparation du bâtiment, reflétant son importance architecturale en Écosse.

## Centre d'archives juives écossaises
La synagogue abrite le Scottish Jewish Archives Centre (SJAC), créé en 1987. Il rassemble et préserve un large éventail de documents illustrant l'expérience juive en Écosse depuis le XVIIIe siècle. Elle fournit des informations aux chercheurs et encourage l'étude des Juifs en Écosse, et travaille en partenariat avec les universités de Glasgow et d'Édimbourg.
Le SJAC abrite également « Une nouvelle vie en Écosse » – une exposition présentant une chronologie de l'histoire juive en Écosse, des œuvres d'artistes juifs écossais, des vitrines thématiques et une exposition sur l'immigration juive en Écosse au cours des 200 dernières années.
Le SJAC possède les procès-verbaux de la Congrégation Hébraïque de Glasgow pour la période précédant la construction de la synagogue ainsi que le livre de caisse du fonds de construction. Cela fournit des sources primaires utiles pour comprendre tous les aspects relatifs à la construction de la synagogue, y compris les décisions prises, les relations avec les architectes, les fournisseurs, les fabricants de vitraux, de bois, de ferronnerie, etc.
La synagogue abrite le Scottish Jewish Heritage Centre (SJHC) qui a ouvert ses portes en juillet 2021. Le SJHC est un partenariat avec la Garnethill Synagogue Preservation Trust et le Scottish Jewish Archives Centre.
Le Centre du patrimoine abrite également le Centre d'études écossais sur l'époque de la Shoah. Des ressources spécialement développées permettent aux élèves d'explorer l'expérience des réfugiés de l'Allemagne nazie et de l'Europe occupée arrivés en Écosse à l'époque de la Seconde Guerre mondiale.

### Voir également
- Histoire des Juifs en Écosse
- Histoire des Juifs au Royaume-Uni